# Wej-che (přítok Žluté řeky)
Wej-che (čínsky pchin-jinem Wei He, znaky 渭河) je řeka na území provincií Kan-su a Šen-si na východě Čínské lidové republiky. Je 790 km dlouhá. Povodí má rozlohu 134 000 km².

## Průběh toku
Pramení v pohoří Lung-si. Převážnou část toku teče dlouhou úžlabinou mezi pohořím Pej-šan a hřbetem Čchin-ling. Má monzunový režim. Je pravým přítokem Žluté řeky.

## Využití
Využívá se na zavlažování. Leží na ní města Lung-si, Kan-ku, Tchien-šuej, Pao-ťi a Siang-žang.